# Felix Toppo
Felix Toppo S.J. (n. Tongo, India, 21 de noviembre de 1947) es un arzobispo católico y psicólogo indio.

## Biografía
Nació en la localidad de Tongo el día 21 de noviembre del año 1947. 
Cuando era jovencito descubrió su vocación religiosa y eso le llevó a querer ingresar en la orden, Compañía de Jesús (S.J.).
Con los jesuitas realizó su formación eclesiástica y fue ordenado sacerdote el 14 de abril de 1982.
Durante unos años estuvo viviendo en Italia para completar sus estudios universitarios, logrando obtener un máster en Psicología por la Pontificia Universidad Gregoriana (PUG) de la ciudad de Roma. 
Tras años ejerciendo todo su ministerio sacerdotal, el 14 de junio de 1997 ascendió al episcopado, cuando el Papa Juan Pablo II le nombró Obispo de la Diócesis de Jamshedpur, en sucesión de Joseph Robert Rodericks. 
Recibió la consagración episcopal el 27 de septiembre de ese mismo año, a manos del Cardenal Telesphore Placidus Toppo en calidad de consagrante principal. 
Como co-consagrantes tuvo a su predecesor en el cargo, Joseph Robert Rodericks y al entonces Obispo de Hazaribagh, Charles Soreng. 
Posteriormente el día 14 de junio de 2018 fue nombrado por el Papa Francisco como nuevo Arzobispo de la Arquidiócesis Metropolitana de Ranchi, en sucesión del Cardenal Telesphore Placidus Toppo quien presentó su renuncia tras haber superado el límite de edad de jubilación canónica.